# Xenelasie
Die Xenelasie (griech.) war laut Aristoteles eine
Fremdenaustreibung, insbesondere die Ausweisung von Fremden aus dem antiken Sparta.
Nach neueren Forschungen sieht man die Xenelasie nun als eine im 5. Jahrhundert v. Chr. von außen konstruierte Überhöhung der tatsächlichen Verhältnisse an, um damit die Wehrkraft der jeweiligen Polis zu stärken.
Hekataios von Abdera sah in einer recht konstruierten Argumentationskette durch die Erinnerung der Juden an das Erlebnis der Xenelasie (Moses) deren Misanthropie und abschottenden Sitten begründet. Dennoch sieht die neuere Forschung in ihm keinen philosemitischen oder gar antisemitischen Autor mehr.